# Сереса
Сереса (исп. Cereza, что означает «вишня») — аргентинский винный сорт винограда, полученный путём скрещивания александрийского муската с канарским сортом листан-прието. С учётом происхождения иногда относится к мускатным сортам. Так же, как гевюрцтраминер и пино-гри, сереса — сорт с розовой кожицей. Обычно из него делают белые вина.

## История
Ампелографы считают, что этот сорт винограда, скорее всего, был завезен в Аргентину ранними испанскими поселенцами. К середине и концу XX века на долю «завозных» сортов сереса, криолья и паис приходилось более трети всех виноградных лоз, посаженных в Южной Америке. Высокая урожайность и плодовитость виноградной лозы способствовали ее распространению. К 1980-м годам сересой было занято около 40 000 гектаров виноградников, хотя с тех пор эта цифра постепенно сокращается. К 2003 году площадь, занятая сересой, упала почти на четверть, составив 30 760 га.

## География выращивания и использование

Провинция Сан-Хуан, где находится большинство посадок сересы. Ниже расположена провинция Мендоса, где также имеются некоторые посадки.

Хотя когда-то этот виноград был широко распространен по всей Аргентине, сегодня он встречается в основном в провинции Сан-Хуан и восточной части региона Мендоса.
Благодаря долгому выращиванию в Аргентине лоза приспособилась к местным жарким, засушливым условиям и при надлежащей ирригации даёт надёжные урожаи. По сравнению с родственным чёрным сортом криолья-гранде, у сересы заметно более светлая, розовая кожица с крупными ягодами, которые во время мацерации выделяют очень мало фенолов. Поэтому вина, производимые из сересы, почти всегда белые, хотя изредка можно встретить также и розовые.
Вина из сересы не предполагают хранения и выдержки, употребляются почти всегда молодыми.  Дженсис Робинсон указывает, что вина обычно невысокого качества и вырабатываются без особых ухищрений, особенно когда урожайность кустов не ограничивается. Помимо производства вина, виноград часто используется для производства виноградного концентрата, применяемого в виноделии.